# Typhlodaphne strebeli
Typhlodaphne strebeli é uma espécie de gastrópode do gênero Typhlodaphne, pertencente a família Borsoniidae.